# Washington Mystics 2020
La stagione 2020 delle Washington Mystics fu la 23ª nella WNBA per la franchigia.
Le Washington Mystics arrivarono terze nella Eastern Conference con un record di 9-13. Nei play-off persero al primo turno con le Phoenix Mercury (1-0).

## Roster
| N° | Naz.                   | Ruolo | Sportivo           | Anno | Alt. | Peso |
| -- | ---------------------- | ----- | ------------------ | ---- | ---- | ---- |
| 0  | Stati Uniti (bandiera) | G     | Sug Sutton         | 1998 | 173  | 63   |
| 1  | Stati Uniti (bandiera) | G     | Kiara Leslie       | 1995 | 183  | 79   |
| 2  | Stati Uniti (bandiera) | A     | Myisha Hines-Allen | 1996 | 188  | 91   |
| 3  | Stati Uniti (bandiera) | G     | Jacki Gemelos      | 1988 | 183  | 75   |
| 4  | Stati Uniti (bandiera) | G     | Stella Johnson     | 1998 | 178  | 72   |
| 5  | Australia (bandiera)   | G     | Leilani Mitchell   | 1985 | 165  | 63   |
| 7  | Stati Uniti (bandiera) | G     | Ariel Atkins       | 1996 | 180  | 73   |
| 10 | Stati Uniti (bandiera) | G     | Shey Peddy         | 1988 | 170  | 66   |
| 17 | Stati Uniti (bandiera) | G     | Essence Carson     | 1986 | 183  | 76   |
| 21 | Stati Uniti (bandiera) | A     | Tianna Hawkins     | 1991 | 191  | 87   |
| 23 | Stati Uniti (bandiera) | GA    | Aerial Powers      | 1994 | 183  | 71   |
| 33 | Belgio (bandiera)      | A     | Emma Meesseman     | 1993 | 193  | 87   |
| 81 | Stati Uniti (bandiera) | C     | Alaina Coates      | 1995 | 193  | 102  |

## Staff tecnico
- Allenatore: Mike Thibault
- Vice-allenatori: Eric Thibault, Asjha Jones
- Preparatore atletico: Chalisa Fonza